# Eduardo Berizzo
Eduardo Berizzo (* 13. November 1969 in Cruz Alta) ist ein ehemaliger argentinischer Fußballspieler, der zu Beginn seiner Laufbahn im Mittelfeld und später in der Abwehr agierte. Nach seiner aktiven Laufbahn begann Berizzo als Fußballtrainer zu arbeiten.

## Laufbahn

### Spieler
Berizzo begann seine Profikarriere beim Club Atlético Newell’s Old Boys, bei dem er von 1988 bis 1993 unter Vertrag stand und mit dem er 1991 die argentinische Fußballmeisterschaft gewann und in der folgenden Saison die Finalspiele um die Copa Libertadores erreichte, die im Elfmeterschießen gegen den brasilianischen Vertreter FC São Paulo verloren wurden.
1993 wechselte er in die mexikanische Liga, wo er drei Jahre lang bei Atlas Guadalajara spielte. 1996 kehrte er nach Argentinien zurück und stand beim Rekordmeister River Plate unter Vertrag, mit dem er mehrere Meistertitel gewann.
1999 wurde er von Olympique Marseille verpflichtet, kehrte aber bereits nach einem halben Jahr zu River Plate zurück. 2001 wechselte er in die spanische Liga, wo er von 2001 bis 2005 für Celta Vigo spielte und anschließend seine aktive Laufbahn in der Saison 2005/06 beim FC Cádiz ausklingen ließ.

### Trainer
Nach seiner aktiven Laufbahn begann Berizzo eine Tätigkeit als Fußballtrainer und war zunächst von August 2007 bis November 2010 als Assistenztrainer der chilenischen Fußballnationalmannschaft im Einsatz. Danach arbeitete er einige Monate als Cheftrainer bei Estudiantes de La Plata und anschließend für zweieinhalb Jahre beim CD O’Higgins. Im Sommer 2014 kehrte er zu seinem ehemaligen Verein Celta Vigo zurück, den er auch gegenwärtig (November 2016) betreut.
Zur Saison 2017/18 übernahm er das Traineramt von Jorge Sampaoli beim FC Sevilla. Berizzo führte die Mannschaft als Gruppenzweiter hinter dem FC Liverpool ins Achtelfinale der UEFA Champions League. Ende November 2017 wurde bei ihm Prostatakrebs diagnostiziert und er musste sich einer Operation unterziehen, Mitte Dezember kehrte er auf die Trainerbank von Sevilla zurück, wurde aber nach Niederlagen in den folgenden beiden Spielen am 22. Dezember entlassen.
Zur Saison 2018/19 wurde Berizzo Trainer von Athletic Bilbao. Am 4. Dezember 2018 wurde er nach einer 0:3-Niederlage gegen UD Levante und Platz 18 in der Liga entlassen.
Von Februar 2019 bis Mitte Oktober 2021 war er Trainer der paraguayischen Fußballnationalmannschaft. Seit Mai 2022 trainiert Berizzo das Nationalteam Chiles. Im November 2023 trat er von seinem Amt zurück.